# Neneh Cherry
Neneh Cherry (født Neneh Marianne Karlsson i Stockholm, Sverige, den 10. marts 1964) er en svensk sangerinde. Hun er datter af kunstneren Moki (Karlsson) Cherry og den vestafrikanske musiker (trommeslager mm.) Amahdu Jah fra Sierra Leone. Hun er steddatter af den legendariske jazzmusiker Don Cherry, og dermed også halvsøster til den svenske sangerinde Titiyo og sangeren Eagle-Eye Cherry. Neneh Cherry havde en del hits i 90'erne, som nåede det meste af verden rundt.

## Opvækst
Hun voksede op i en konverteret skole i Farstorp/Tårgarp (lidt uden for Hässleholm) i Skåne. Hendes familie ejer stadig ejendommen, og benytter den obligatorisk om sommeren. Meget af tiden brugte hun på at rejse med familien ud i verden, når stedfar Don Cherry var på tour. Når hun var på tour, mødte hun mange store jazzstjerner, som Ornette Coleman, Miles Davis mm. Skole fik hun ikke meget af, da de konstant var på vejen. Hun har også leget med Lars Ulrich, (trommeslager for Metallica), da de var ganske små. Da hun kom i teenageårene, var hun meget rebelsk – der skulle ske noget. Og hun deltog i mange fester mm. i de omkringliggende byer i Skåne – hun kom i disse år også ud for forskellige dårlige oplevelser.

## Diskografi

### Solo
- Raw Like Sushi (1989)
- Homebrew (1992)
- Man (1996)
- Blank Project (2014)

### Albums med CirKus
- Laylow (2006)
- Medicine (2009)

### Albums med The Thing
- The Cherry Thing (2012)